# Pennewang
Pennewang är en ort och kommun i Österrike. Den ligger i distriktet Wels-Land i förbundslandet Oberösterreich,  190 kilometer väster om huvudstaden Wien. 
Kommunen består av 27 orter (Ortschaften) (inom parentes invånarantal 1 januari 2024):

- Arbing (18)
- Bachstätten (21)
- Braunberg (24)
- Breitenau (48)
- Dirnberg (10)
- Felling (87)
- Graben (13)
- Horning (5)
- Kohlgrub (11)
- Krexham (90)
- Mitterfils (37)
- Nölling (23)
- Oberfils (13)
- Parzham (17)
- Pennewang (188)
- Pimming (37)
- Pühret (29)
- Rosenberg (47)
- Schmitzberg (15)
- Schneiting (30)
- Staffel (116)
- Stürzling (10)
- Unterfils (8)
- Unterwald (33)
- Weinzierl (9)
- Weißbach (27)
- Wiesham (82)